# District de Rocroi
Le district de Rocroi est une ancienne division territoriale française du département des Ardennes de 1790 à 1795.
Il était composé des cantons de Rocroy, Anvillers, Chooz, Fumay, Givet, Lechelle, Liart, Maubert Fontaine, Revin, Rumigny et Signy le Petit.